# Marino Tartaglia
Marino Tartaglia (Zagreb, 3. kolovoza 1894. – Zagreb, 21. travnja 1984.) bio je hrvatski slikar i likovni pedagog, dugogodišnji profesor na Akademiji likovnih umjetnosti u Zagrebu.

## Životopis
Iako je rođen u Zagrebu, osnovnu školu i realku završio je u Splitu. Nakon toga školuje se u Zagrebu na Graditeljskoj stručnoj školi (1908. – 1912.) među njegovim učiteljima bili su poznati slikari; Oton Iveković, Ivan Tišov, Robert Frangeš Mihanović i Bela Čikoš Sesija. U ta turbulentna politička vremena pred Prvi svjetski rat, bojeći se političkog progona, odlazi u Italiju u Firenzu, potom u Rim, gdje se 1913. godine upisuje na Instituto Superiore di Belle Arti. Zatim se javlja kao dobrovoljac u Srpsku vojsku na Solunski front, ali se vrlo brzo vraća u Rim gdje radi kao asistent Ivana Meštrovića, zatim je ponovno u Firenzi gdje se druži i izlaže s futuristima; Carlom Carràom, Giorgiom de Chiricom i drugima.
Po svršetku rata kraće vrijeme boravi u Splitu 1918. – 1921., potom luta svijetom na relaciji Beč, Beograd, Pariz. U Beču se oženio 1922. Oliverom-Verom (rođenom Stanković), (1899-1973), Beograđankom, unukom Krste Tomanovića, veletrgovca željezom i vlasnikom najskupljeg prodatog poslovnog prostora u novijoj povijesti Beograda (na mjestu legendarne Kavane "Albania" a današnje istoimene Palače “Albanija”). U razdoblju od 1924. do 1930. Tartaglia trajnije boravi sa suprugom i sinom Olivierom Tartaglia (1923-2003) u Beogradu, i to na Obilićevom vencu kod ženine obitelji Simić-Bobovac i Stanković.
Na poziv Vladimira Becića, Tartaglia 1931. godine dolazi u Zagreb i postaje učitelj pripravnik na Akademiji likovnih umjetnosti, ubrzo je docent (1940.), izvanredni profesor postaje 1944., a redovni profesor 1947. godine. Odgojio je brojne generacije hrvatskih slikara. Od 1948. član je Jugoslavenske akademije znanosti i umjetnosti.
Tartaglia je tijekom svoje šezdesetogodišne umjetničke karijere imao 30 samostalnih i oko 270 skupnih izložaba u Hrvatskoj i inozemstvu. Izlagao je i na Venecijanskom bijenalu 1940. s tadašnjim izborom jugoslavenskih umjetnika; slikarem Milivojem Uzelecem, i kiparom Franom Kršinićem.
U svojim ranim djelima Tartaglia, slika pod snažnim utjecajem postsezanističkog slikarstva, što je uostalom i bila moda tog vremena, pred kraj je plošnim rasporedom kromatskih masa došao gotovo do potpune apstrakcije - do samog ruba figurativnog slikarstva. U postimpresionističkom duhu naslikao je; Marjan kroz masline (1920.), u istom duhu su nastale i slike iz bečkog perioda, brojne mrtve prirode, Češljanje (1924.) a takve su i one iz života u Parizu; Mali lukobran (1927.), Pejsaž (1928.).
Tartaglia je osobito impesivno slikao sam sebe, pa su autoportreti postali njegov zaštitni znak, od onog ekspresionističkog iz 1917. godine (vidi Autoportret) do onih iz gotovo apstraktnih iz 1960-ih.

### Nagrade
- Životna nagrada Vladimir Nazor (1964.)[4]

### Posljednje izložbe
- 1975./6. Retrospektivna izložba u Umjetničkom paviljonu u Zagrebu.
- 2003. Galerija Klovićevi dvori, Zagreb

## Vanjske poveznice
- Marino Tartaglia u galeriji Adris (na portalu Adris grupa d.d.)
- Ive Šimat Banov: U povodu izložbe Marina Tartaglie u Klovićevim dvorima u Zagrebu (na portalu MH)  Arhivirana inačica izvorne stranice od 10. kolovoza 2011. (Wayback Machine)